# فريدريك كريستنسن
فريدريك كريستنسن (بالدنماركية: Frederik Christensen)‏ (7 مارس 1995 بالدنمارك - ) هو لاعب كرة قدم دانمركي في مركز الهجوم. لعب مع فيستزيلند ‏.

## وصلات خارجية
- فريدريك كريستنسن على موقع قاعدة بيانات كرة القدم.إي يو (الإنجليزية)
- فريدريك كريستنسن على موقع Soccerway.com (الإنجليزية)